# Andrés Rodríguez Pedotti
Andrés Rodríguez Pedotti (San Salvador, 19 de junio de 1923-Nueva York, 21 de abril de 1997) fue un militar y político paraguayo que ejerció como presidente de Paraguay de 1989 a 1993, tras haber liderado el golpe de Estado que puso fin a la dictadura de Alfredo Stroessner.

## Carrera militar y política
Nació el 19 de junio de 1923 en San Salvador, Guairá, hijo de Marcos Rodríguez e Isabel Pedotti Aquino. Su padre era oriundo de Villarrica, mientras que su madre era de San Salvador.
En 1942 ingresó en la Escuela Militar de Asunción, donde obtuvo importantes ascensos, subteniente en 1946 y coronel en 1964, ascendió a general en 1970. Fue simpatizante del sector "tradicionalista" del Partido Colorado (a quienes llamó para asumir la Administración cuando realizó el Golpe de Estado) siendo el segundo hombre fuerte del país después de su consuegro el dictador Alfredo Stroessner, siendo también parte de su círculo íntimo y su hombre de confianza.
Fue investigado por los Estados Unidos por ser sospechoso de tráfico de drogas, lo cual le granjeó la desconfianza de ese país durante mucho tiempo. A pesar de tener un salario mensual de $500 como general, Rodríguez se convirtió en uno de los hombres más ricos de Paraguay. Era dueño de la cervecería más grande del país, una cadena de casas de cambio, una empresa de importación y exportación, una empresa de alambre de cobre y varias estancias.

## Golpe de Estado contra Stroessner
Para sorpresa de muchos, en la madrugada del viernes 3 de febrero de 1989 Rodríguez derrocó mediante un Golpe de Estado al dictador Alfredo Stroessner, que había gobernado Paraguay por 35 años. Asumió el gobierno provisorio obteniendo el inmediato respaldo de la iglesia católica, sectores populares opositores al régimen de Stroessner, y de la comunidad internacional, incluyendo a Estados Unidos.
Convocó al gobierno a los miembros del sector "tradicionalista" del Partido Colorado, que acababan de ser radiados del mismo en una fraudulenta asamblea, y representantes de partidos de oposición.
Rodríguez abolió la pena de muerte, retiró la ley marcial, legalizó los partidos de oposición y encarceló a Stroessner (y algunos miembros de su gobierno), aunque poco días después, en la convicción de que sería más problemático tenerlo en Paraguay que fuera, lo envió a un cómodo exilio en Brasilia.
Un par de semanas después del golpe, el exministro del Interior Edgar Ynsfrán Doldán, un exaliado de Stroessner que luego se puso del lado de Rodríguez, dijo que Rodríguez había comenzado a planear el golpe hacia fines de diciembre de 1988.

## Presidencia (1989-1993)

### Elecciones de 1989

Rodríguez jura como presidente, 1989.

Para sorpresa de todos los sectores políticos y sociales, inclusive de su propio partido, que lo asociaban con su consuegro y socio comercial (el derrocado dictador) y pensaban que solo se trataba de un cambio de mano, Rodríguez gobernó unos pocos meses, con pie firme, solo para cumplir su promesa de llamado a elecciones (promesa que nadie había pensado que cumpliría). Menos de tres meses después del golpe, convocaba a elecciones generales pluralistas el lunes 1 de mayo de 1989, En estas, desarrolladas con paz y libertad y con participación de todos los partidos, ya legalizados, el Partido Colorado, que lo postuló como candidato, ganó por el 74,3 % de los votos, después de 35 años de elecciones de la época de Stroessner, quien obtenía regularmente más del 95 % de los votos.

### Administración y obras
Rodríguez se embarcó en la tarea de democratizar el Paraguay, misión en la que contó con la ayuda de la gran mayoría del país, incluyendo los partidos de oposición. Contó con la colaboración de tecnócratas como el Dr. Eladio Loizaga, quien encabezó la jefatura de gabinete de la Presidencia de la República.
Económicamente, Rodríguez es considerado como el introductor del neoliberalismo al Paraguay, en un esfuerzo tanto de reducir el poder del estado luego de la dictadura, como de revitalizar la economía luego la crisis de la década de 1980. Parte de esto fue la privatización de empresas estatales, así como la apertura del país a empresas internacionales. La economía tuvo un crecimiento de 3,5 % del PIB a lo largo de su gobierno, sólo en 1989 esta creció en un 5,5 %. No logró sin embargo el objetivo de estabilizar la economía, dejando sin solucionar cantidad de problemas de fondo que hicieron eclosión bajo el siguiente período, en la forma de una crisis bancaria que llevó al cierre de la mitad de los bancos y entidades financieras del país.
En el ámbito internacional, Rodríguez impulsó la iniciativa Mercosur junto con los presidentes de Argentina, Brasil y Uruguay. En 1991 firmó el tratado de Asunción, que dio a luz al Mercosur. Su gobierno democrático hizo que la comunidad internacional volviera a ver con buenos ojos al Paraguay, especialmente Estados Unidos, que restableció fuertes lazos con el país luego de haberle soltado la mano a la dictadura a finales de la década de 1970.
En el transcurso de su primera semana de gobierno, el ejército fue purgado de los leales a Stroessner, y los comandantes de las seis divisiones del ejército rebelde fueron promovidos para reemplazarlos.

### Asamblea Constituyente de 1992
El 20 de junio de 1992 comenzó la Asamblea que finalmente promulgó una nueva Constitución, que reemplazaba la del 25 de agosto de 1967, diseñada por Stroessner. Rodríguez siguió atentamente el desarrollo de la misma, y en muchas ocasiones, contra los propios delegados de su partido, presionó por artículos especialmente democráticos, como la elección de los candidatos presidenciales de los partidos en elecciones primarias internas, que antes se elegían en asambleas donde los delegados eran frecuentemente comprados.
En 1993 se llevaron a cabo las primeras elecciones generales bajo la nueva Constitución, donde fue electo presidente el ingeniero colorado Juan Carlos Wasmosy, quien había servido como ministro de Integración durante el gobierno de Rodríguez. Pocos meses después, el 15 de agosto, Rodríguez cedió el poder a Wasmosy, siendo esta la primera transición pacífica que el país había visto en décadas.

## Pospresidencia y muerte (1993-1997)
Como expresidente pasó a ser senador vitalicio, cargo que jamás ocupó efectivamente, así como se negó a seguir como líder político de su partido, a pesar de que se retiró del poder con un alto índice de popularidad y aceptación. Murió en el Methodist Hospital de Nueva York el 21 de abril de 1997, de cáncer de hígado.